# Пимента-Буэну
Пимента-Буэну (порт. Pimenta Bueno) — муниципалитет в Бразилии на реке Жипарана, входит в штат Рондония. Составная часть мезорегиона Восток штата Рондония. Входит в экономико-статистический микрорегион Вильена. Население составляет 33 822 человека на 2010 год. Занимает площадь 6 240,93 км². Плотность населения — 5,42 чел./км².

## История
Город основан 24 ноября 1977 года.

## Статистика
- Индекс развития человеческого потенциала на 2000 составляет 0,75 (данные: Программа развития ООН).

## География
Климат местности: экваториальный.

## Демография
Согласно сведениям, собранным в ходе переписи 2010 г. Национальным институтом географии и статистики (IBGE), население муниципалитета составляет:
| Полное население                               | Полное население                               | Полное население                               | Полное население                               | 33 822 |
| ---------------------------------------------- | ---------------------------------------------- | ---------------------------------------------- | ---------------------------------------------- | ------ |
| в том числе:                                   | Городское население                            | 29 417                                         | Процент городского населения, %                | 86,98  |
|                                                | Сельское население                             | 4 405                                          | Процент сельского населения, %                 | 13,02  |
|                                                | Мужское население                              | 17 041                                         | Процент мужского населения, %                  | 50,38  |
|                                                | Женское население                              | 16 781                                         | Процент женского населения, %                  | 49,62  |
| Плотность населения, чел/км²                   | Плотность населения, чел/км²                   | Плотность населения, чел/км²                   | Плотность населения, чел/км²                   | 5,42   |
| Население муниципалитета в % к населению штата | Население муниципалитета в % к населению штата | Население муниципалитета в % к населению штата | Население муниципалитета в % к населению штата | 2,16   |

По данным оценки 2015 года население муниципалитета составляет 37 512 жителей.

## Административное деление
Муниципалитет состоит из 2 дистриктов:
| № | Наименование дистрикта | Наименование дистрикта (порт.) | Территория, км² | Население, чел.(2010) | Население, чел.(2010) | Население, чел.(2010) | Плотность, чел./км² | Код дистрикта |
| № | Наименование дистрикта | Наименование дистрикта (порт.) | Территория, км² | всего                 | городское             | сельское              | Плотность, чел./км² | Код дистрикта |
| 1 | Пимента-Буэну          | Pimenta Bueno                  | 2060            | 31968                 | 29406                 | 2562                  | 15,52               | 110018905     |
| 2 | Марку-Рондон           | Marco Rondon                   | 4181            | 1854                  | 11                    | 1843                  | 0,44                | 110018915     |

## Важнейшие населенные пункты
| № | Населённый пункт | Населённый пункт (порт.) | Категория | Население чел. (2010) | На карте                        |
| - | ---------------- | ------------------------ | --------- | --------------------- | ------------------------------- |
| 1 | Пимента-Буэну    | Pimenta Bueno            | город     | 29406                 | 11°40′49″ ю. ш. 61°10′52″ з. д. |
| 2 | Марку-Рондон     | Marco Rondon             | поселок   | 11                    | 12°00′51″ ю. ш. 60°50′58″ з. д. |